# Sharon Corr

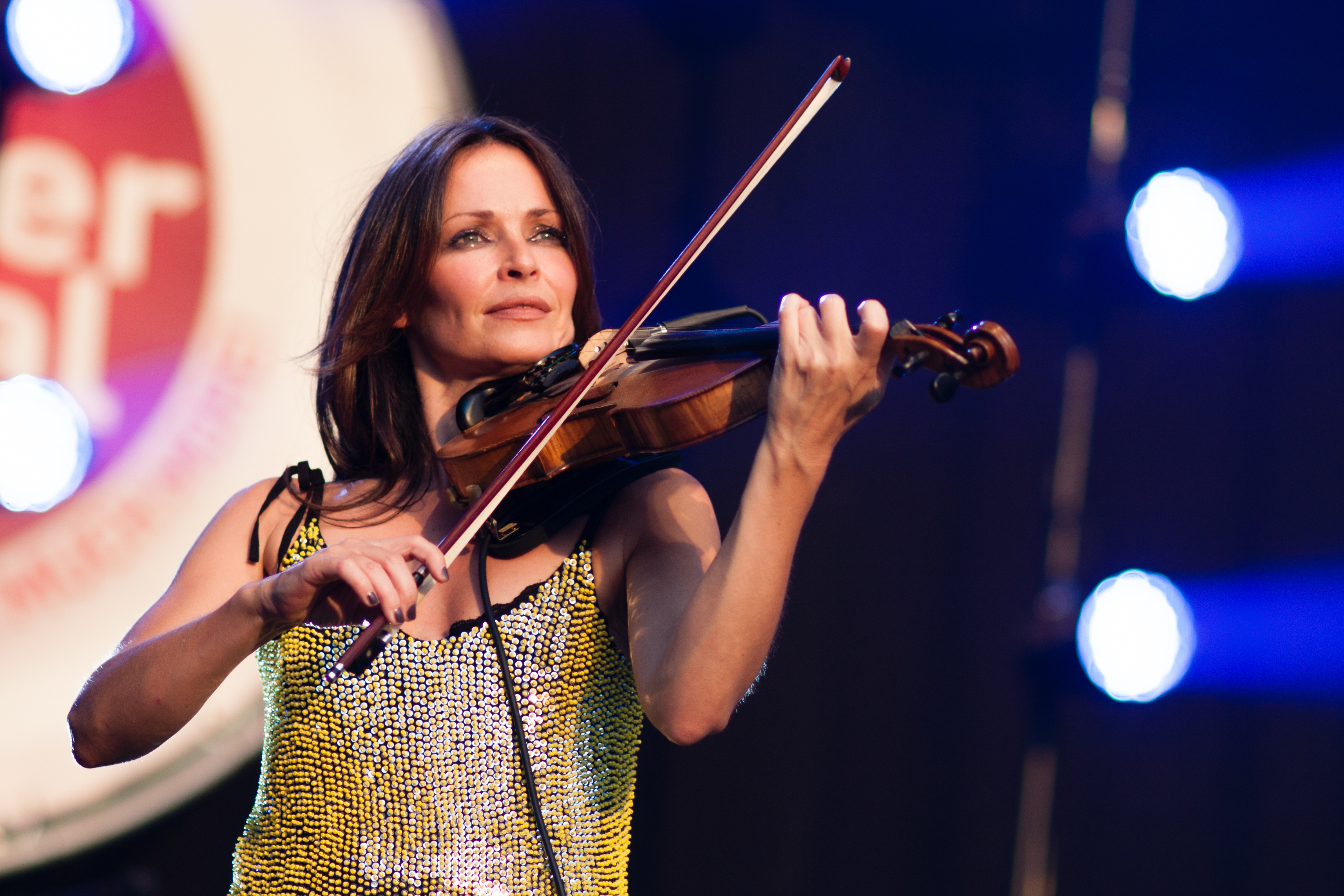
Sharon Corr in Brüssel 2012

Sharon Helga Corr MBE (* 24. März 1970 in Dundalk) ist eine irische Musikerin.

## Karriere
Bekannt wurde Sharon Corr als Mitglied der Gruppe The Corrs, die außerdem aus ihren zwei jüngeren Schwestern Caroline und Andrea sowie ihrem älteren Bruder Jim besteht. Sie spielt Violine, Klavier und Gitarre. Sie singt bei den Corrs die Backing Vocals und komponierte unter anderem die Stücke So Young, Radio und Goodbye. Im Jahr 2005 wurde Sharon Corr mit ihren Geschwistern von Elisabeth II. mit dem MBE ausgezeichnet.
Nachdem die Corrs im Jahr 2005 mit Home ihr für 10 Jahre vorerst letztes Studioalbum veröffentlicht hatten, ruhten die Gruppenaktivitäten. Sharon Corr widmete sich anschließend ihrem Familienleben und zog sich wie ihre Schwester Caroline größtenteils aus dem Musikgeschäft zurück. Während ihrer zweiten Schwangerschaft begann sie wieder mit dem Komponieren und der Vorbereitung für ihr erstes Soloalbum. Die Aufnahmen fanden 2009 statt. Am 28. August 2009 wurde vorab die Single It’s Not a Dream veröffentlicht. Am 10. September 2010 folgte das Album Dream of You. Im September 2013 wurde Corrs zweites Soloalbum mit dem Titel The Same Sun veröffentlicht. Als Single erschien das Lied Take a Minute.
In den Jahren 2012 und 2013 war Sharon Corr eine der Jurorinnen der Casting-Show The Voice of Ireland.
Sie ist seit 2001 mit Gavin Bonnar verheiratet. Das Paar hat einen Sohn und eine Tochter.

## Diskografie

### Alben
- 2010 – Dream of You
- 2013 – The Same Sun
- 2021 – The Fool and the Scorpion

### Singles
- 2009 – Me and My Teddy Bear
- 2009 – It’s Not a Dream
- 2010 – Everybody’s Got to Learn Sometime
- 2013 – Take a Minute
- 2021 – The Fool and the Scorpion